# Folksbiene

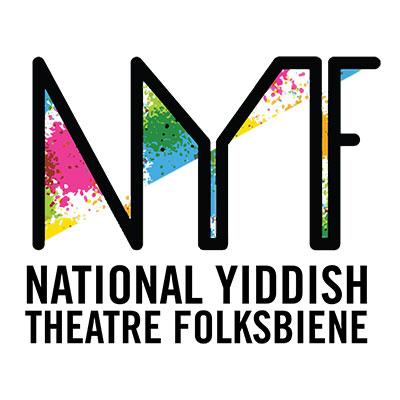

The National Yiddish Theatre Folksbiene (jiddisch פֿאָלקסבינע „Volksbühne“) ist ein jiddisches Theater in New York. Es ist nach eigenen Angaben das älteste bestehende Theater der Stadt und eine von weltweit fünf jiddischen Bühnen.
Das Theater Folksbiene wurde 1915 in der Lower East Side gegründet, als diese Gegend Manhattans noch mehrheitlich mit jüdischen Einwanderern bevölkert war. Seit 1998 ist sie eine Non-Profit-Organisation mit ungefähr 100 Vorstellungen pro Spielzeit. Die Vorstellungen sind in jiddischer Sprache mit englischen und auf Wunsch russischen Übertiteln. Künstlerischer Leiter ist heute Zalmen Mlotek.